# Arujá
Arujá é um município brasileiro do estado de São Paulo, localizado na Região Metropolitana de São Paulo e Alto Tietê.

## Topônimo
O topônimo "Arujá" é derivado de ribeirão Arujá, ribeirão à margem do qual a cidade se desenvolveu. "Arujá" é um termo de origem tupi que significa "abundância de arus", pela junção de aru (aru) e îá (repleção, fartura, abundância).

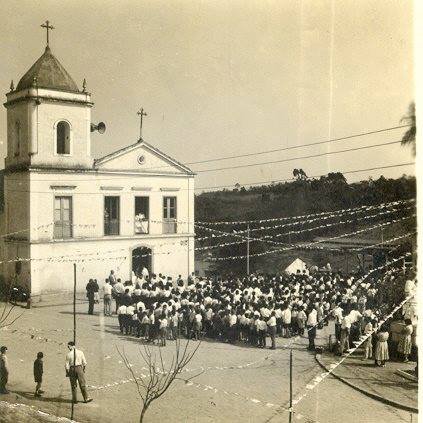
Igreja Matriz do Senhor Bom Jesus de Arujá na década de 1950

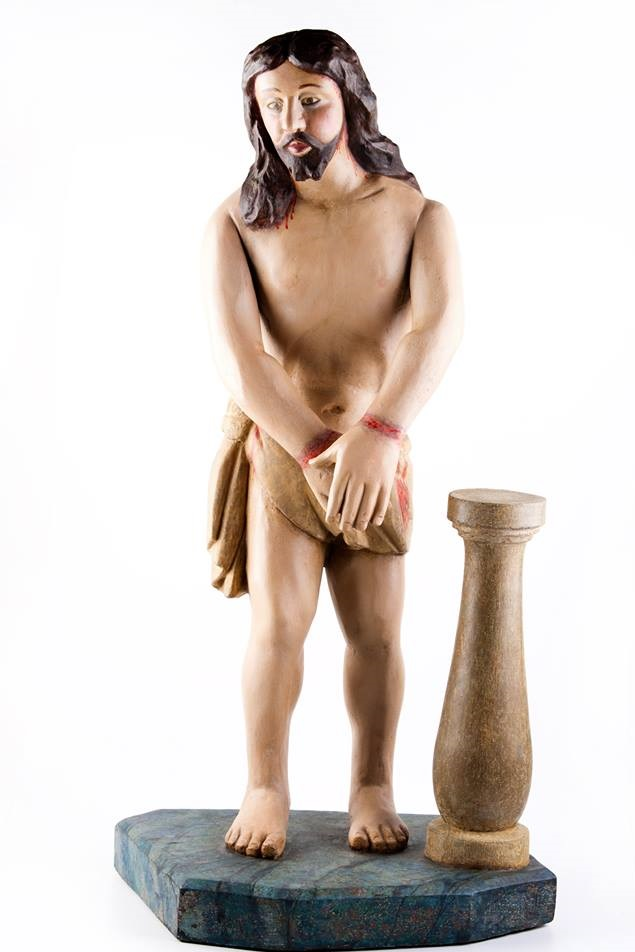
Imagem Original do Senhor Bom Jesus de Arujá, encontrada em 1741

## História
A cidade desenvolveu-se em torno da devoção à imagem do Senhor Bom Jesus de Arujá, encontrada por indígenas no lugar onde está a atual Igreja Matriz da cidade, no ano de 1741. Em 1781 foi construida uma primitiva capela, pelo fazendeiro José de Carvalho Pinto.
Ainda pertencendo a Mogi das Cruzes, Arujá foi elevada a freguesia em 8 de junho de 1852, e, neste mesmo ano, a distrito de paz. Em 30 de novembro de 1938, foi incorporado ao município de Santa Isabel. Arujá foi, finalmente, elevado a município em 18 de fevereiro de 1959. A data oficial de aniversário do município é a sua elevação a freguesia: 8 de junho. 
O primeiro prefeito foi Júlio Barbosa de Souza, de 1960 a 1963.

## Geografia
Arujá possui 58,7 km² de área urbana, 39 km² de área rural e 52% de seu território é considerado área de proteção de mananciais da Região Metropolitana de São Paulo. Sua população foi recenseada em 86.430 habitantes.
Seu ponto mais alto fica no bairro do Mirante, mais precisamente no campo de futebol do bairro, onde jaz sobre uma altitude de 900 metros acima do nível do mar. O ponto mais baixo fica na Rodovia Pedro Eroles, a Rodovia Mogi-Dutra, a SP-088, na altura do quilômetro 37.5, número 5.353, no logradouro onde está a fábrica BoxColor, onde o relevo jaz a 690 metros acima do nível do mar. Seu centro fica a uma altitude média de 790 metros de altitude. Localiza-se numa altitude média de 755 metros. Arujá é o local mais elevado da Rodovia Presidente Dutra, local este, onde a rodovia alcança cerca de 830 metros de altitude, sendo o ponto mais baixo desta rodovia em São João de Meriti no Rio de Janeiro, a apenas 5 metros acima do nível do mar.
Arujá é um município que apresenta uma preservação ambiental bastante visível, sendo considerada um dos "pulmões" de área verde no estado e na Região Metropolitana de São Paulo. E possui um sistema de coleta seletiva de lixo desenvolvido, considerado o melhor da Região do Alto Tietê. O que faz o município ter a alcunha de "Cidade Natureza".
Seus limites são Santa Isabel a norte e nordeste, Mogi das Cruzes a sudeste, Itaquaquecetuba a sul e Guarulhos a oeste e noroeste.

### Clima
O clima é subtropical úmido, tipo Cwa. Pois a pluviosidade não é constante e existe estação seca no inverno, e estação úmida e relativamente quente no verão. Apesar de estar muito próximo ao Trópico de Capricórnio, o clima ainda se comporta como tropical de altitude, sofrendo a ação das massas atlânticas e polares e de sua própria altitude. A temperatura anual gira em torno dos 18Cº, sendo julho o mês mais frio (média de 14 °C) e fevereiro, o mais quente (média de 22 °C). O índice pluviométrico anual fica em torno de 1400 mm.
| Gráfico climático para Arujá, São Paulo                         | Gráfico climático para Arujá, São Paulo | Gráfico climático para Arujá, São Paulo | Gráfico climático para Arujá, São Paulo | Gráfico climático para Arujá, São Paulo | Gráfico climático para Arujá, São Paulo | Gráfico climático para Arujá, São Paulo | Gráfico climático para Arujá, São Paulo | Gráfico climático para Arujá, São Paulo | Gráfico climático para Arujá, São Paulo | Gráfico climático para Arujá, São Paulo | Gráfico climático para Arujá, São Paulo |
| --------------------------------------------------------------- | --------------------------------------- | --------------------------------------- | --------------------------------------- | --------------------------------------- | --------------------------------------- | --------------------------------------- | --------------------------------------- | --------------------------------------- | --------------------------------------- | --------------------------------------- | --------------------------------------- |
| J                                                               | F                                       | M                                       | A                                       | M                                       | J                                       | J                                       | A                                       | S                                       | O                                       | N                                       | D                                       |
| 227 25 16                                                       | 214 26 16                               | 165 25 16                               | 61 23 14                                | 50 21 11                                | 39 20 10                                | 29 20 9                                 | 36 21 10                                | 65 22 11                                | 134 23 13                               | 125 24 14                               | 191 24 15                               |
| Temperaturas em °C • Precipitações em mmFonte: Climate-data.org |                                         |                                         |                                         |                                         |                                         |                                         |                                         |                                         |                                         |                                         |                                         |

### Hidrografia
- Rio Parateí
- Rio Jaguari
- Rio Baquirivu-Guaçu

### Índice de desenvolvimento humano
Arujá é o município mais rico da Região do Alto Tietê de acordo com a Fundação Seade e o Instituto do Legislativo Paulista da Assembleia Legislativa dos Estado de São Paulo. O município integra o grupo dois na pesquisa que integra todos os 645 municípios do Estado de São Paulo, neste grupo está incluído os municípios mais ricos e também inclui na Região do Alto Tietê os municípios de Mogi das Cruzes e Suzano. A lista é elaborada com base nos indicadores sociais de cada município.

### População idosa
O município de Arujá foi considerado, em 2009, o melhor da Região do Alto Tietê em relação a qualidade de vida dos idosos, ocupando a 167º lugar do ranking estadual paulista. Os dados são do Índice Futuridade elaborado pela Fundação Sistema Estadual de Análise de Dados e pela Secretaria Estadual de Assistência e Desenvolvimento Social. O desenvolvimento dessa ferramenta teve a colaboração de um grupo consultivo formado por especialistas nas mais diversas áreas de atenção do idoso, que contribuíram para a elaboração de instrumentos para realizar ações voltadas aos idosos e sensibilização em relação ao processo de envelhecimento entre os paulistas.

## Demografia

### População
| Crescimento populacional                             | Crescimento populacional | Crescimento populacional | Crescimento populacional |
| Ano                                                  | População Total          |                          | %±                       |
| ---------------------------------------------------- | ------------------------ | ------------------------ | ------------------------ |
| 1960                                                 | 5 758                    |                          | —                        |
| 1970                                                 | 9 571                    |                          | 66,2%                    |
| 1980                                                 | 17 487                   |                          | 82,7%                    |
| 1991                                                 | 37 622                   |                          | 115,1%                   |
| 2000                                                 | 59 185                   |                          | 57,3%                    |
| 2010                                                 | 74 905                   |                          | 26,6%                    |
| 2022                                                 | 86 678                   |                          | 15,7%                    |
| Est. 2024                                            | 89 943                   | [ 12 ]                   | 3,8%                     |
| Fontes: Censos Demográficos IBGE e Estimativas SEADE |                          |                          |                          |

### Dados demográficos
Dados do Censo - 2022
População total: 86 678
Sexo:
- Homens: 42 064
- Mulheres: 44 614

Cor ou Raça:
- Branca: 44 602
- Preta: 7 203
- Amarela: 1 396
- Parda: 33 364
- Indígena: 111

Densidade demográfica (hab./km²): 901,3
Mortalidade infantil até 1 ano (por mil): 3,10
Expectativa de vida (anos): 68,64
Taxa de fecundidade (filhos por mulher): 2,20
Taxa de alfabetização: 92,13%
(Fonte: IPEA)
Índice de Desenvolvimento Humano (IDH-M): 0.784
- IDH-M Renda: 0,761
- IDH-M Longevidade: 0,866
- IDH-M Educação: 0,730

(Fonte: PNUD)

## Política e administração

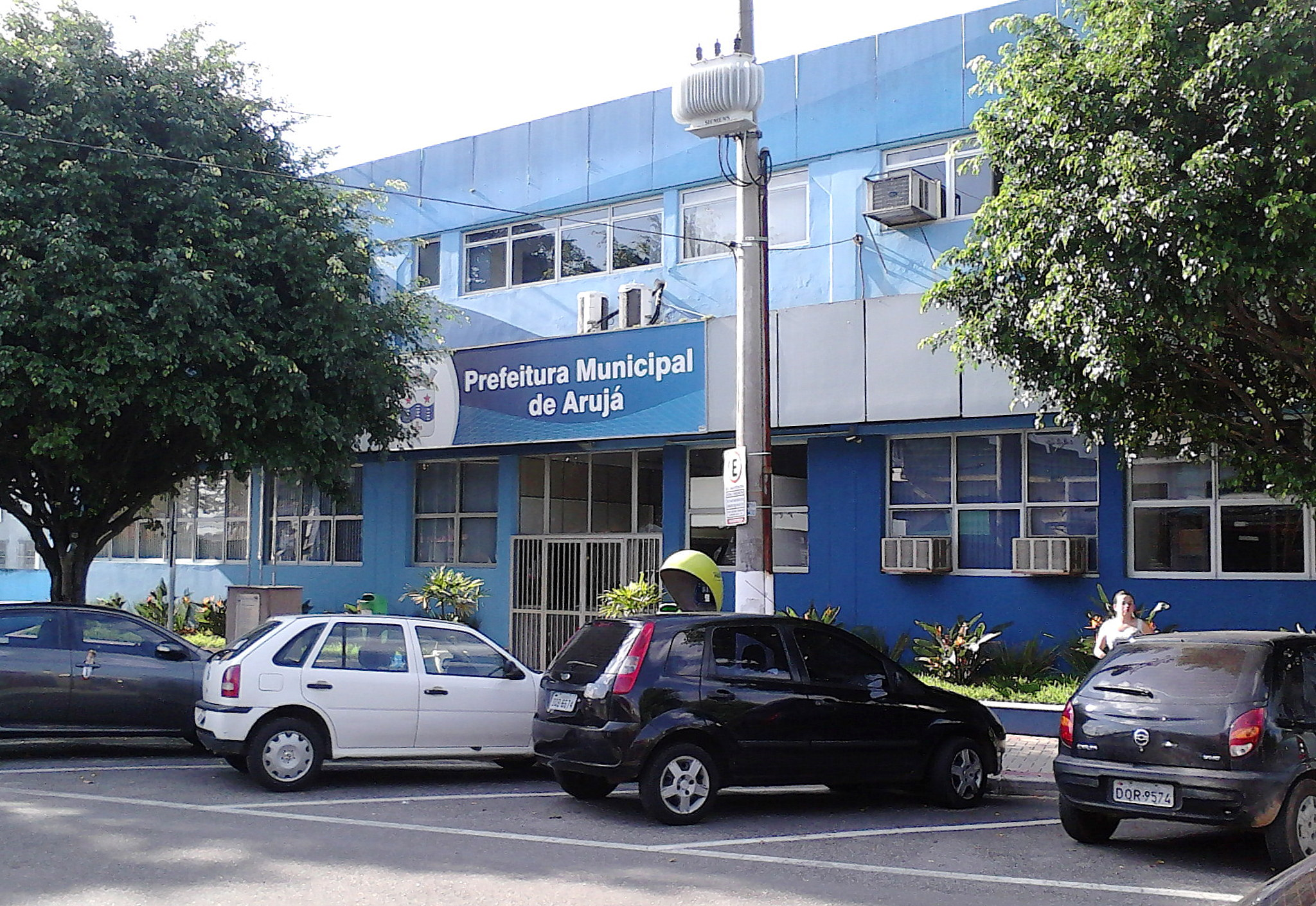
Prefeitura de Arujá, órgão executivo do município

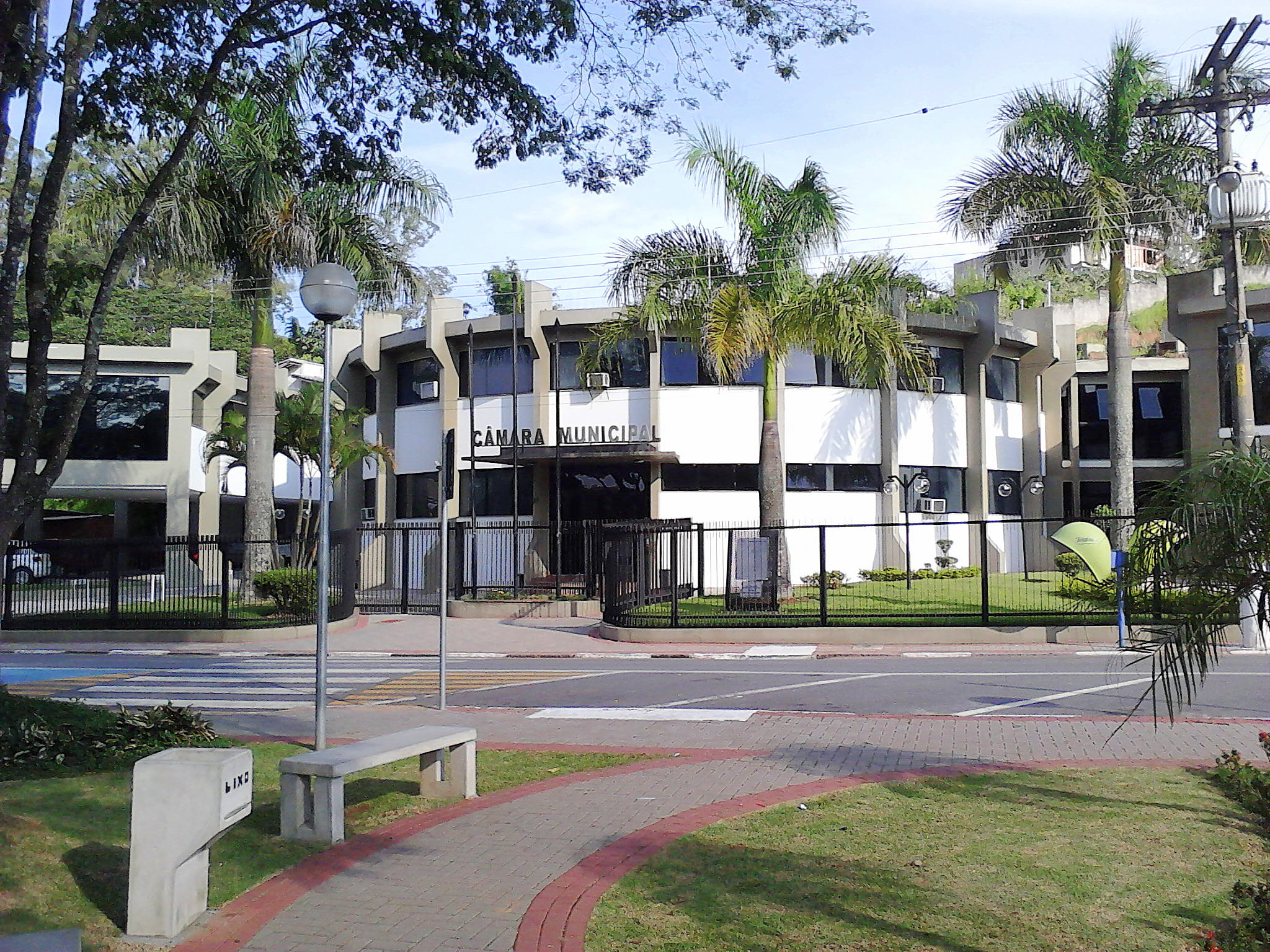
Câmara Municipal de Arujá, órgão legislativo

- Prefeito: Luis Antonio de Camargo (PSD) (2021/2028)[17][18]
- Vice-prefeito: Rodolfo Ribeiro Machado (PL) (2025/2028)
- Presidente da Câmara: Cristiane Araújo Pedro de Oliveira (PSD) (2025)[19]

## Infraestrutura

### Condomínios
O município de Arujá possui diversos condomínios de classe média e classe alta. De acordo com a prefeitura local, existem oito condomínios registrados com mais de duas mil residências.
A criação dos primeiros condomínios ocorreu por volta dos anos 1950, influenciada pela inauguração da Rodovia Presidente Dutra. Outros motivos que levaram a classe média e a classe alta a migrar para Arujá foram os problemas de trânsito e de segurança nos lugares onde habitavam. A maior parte desses condomínios era, anteriormente, apenas chácaras de final de semana. Com o tempo, as administrações municipais tomaram a decisão política de aprovar somente condomínios de alto padrão. Diferentemente de um dos seus municípios vizinhos, Itaquaquecetuba, optou por loteamentos mais simples, voltados para as classes populares.

### Comunicações
O sistema de telefones automáticos foi inaugurado na cidade pela Companhia de Telecomunicações do Estado de São Paulo (COTESP) em 1971. Em 1975 a concessão do sistema telefônico foi transferida para a Telecomunicações de São Paulo (TELESP), passando a ser administrado e operado pela sua subsidiária Companhia Telefônica da Borda do Campo (CTBC), que implantou em 1978 o sistema de discagem direta à distância (DDD), com o código de área (011).
A expansão dos serviços de comunicação em Arujá acompanhou o avanço tecnológico nas últimas décadas, com a introdução de redes de fibra óptica, que ampliaram a cobertura de internet de alta velocidade para grande parte do município. Além disso, o crescimento da telefonia móvel contribuiu para a conectividade dos moradores, com as principais operadoras oferecendo cobertura 4G e, mais recentemente, 5G, que vem transformando a experiência digital na região.

### Educação
O município dispõe de várias escolas de educação infantil, ensino fundamental e ensino médio municipais, estaduais e particulares, uma unidade da Escola Técnica Estadual em parceria com o Governo do Estado de São Paulo e uma faculdade de teologia cristã, a FLAM (Faculdade Latino Americana de Teologia Integral).

## Arujaenses ilustres
- Ver Biografias de arujaenses ilustres

## Religião
O Cristianismo se faz presente na cidade da seguinte forma:

### Igreja Católica
- A igreja faz parte da Diocese de Mogi das Cruzes.[25]

### Igrejas Evangélicas
- Assembleia de Deus Ministério do Belém.[26][27]
- Congregação Cristã no Brasil.[28]